# Genivaldo José Lievore
Genivaldo José Lievore (Colatina, 8 de agosto de 1959) é um político brasileiro com base eleitoral no estado do Espírito Santo, filiado ao PT.
Genivaldo Lievore foi vereador em Colatina por quatro mandatos. Foi eleito em 2010 com 23.801 votos deputado estadual no Espírito Santo e tomou posse em fevereiro de 2011.
É o presidente da Comissão de Defesa da Cidadania da Assembléia Legislativa do Espírito Santo.